# DSV Leoben
El DSV Leoben es un equipo de fútbol de Austria que juega en la 2. Liga, la segunda división del país.

## Historia
Fue fundado el 1 de febrero de 1925 en el distrito de Donawitz con el nombre WSV Donawitz como el equipo representante de la fábrica Alpine Montan AG, logrando ganar el título regional en la temporada 1938/39 y al finalizar la temporada se mudan a la ciudad de Leoben, pero a causa de la Segunda Guerra Mundial el club desaparece en 1945.
El club es refundado en 1949 en las ligas aficionadas, logrando ascenso hasta ser campeón regional en 1954 y en la temporada 1958/59 vence en una ronda de playoff al SV Austria Salzburg y logra ascender a la Bundesliga de Austria por primera vez.
El club descendió tras una temporada, pasando nueve años en la Regionalliga de Austria hasta que es campeón de la segunda categoría y regresa a la Bundesliga de Austria. El club vuelve a descender tras una temporada, y dos años después pasa a llamarse Donawitzer SV Alpine Leoben, año en el que regresa a la Bundesliga de Austria como campeón de zona.
En los siguientes tres años el club se mantuvo en la Bundesliga de Austria hasta que la reforma de la liga hecha por la Federación Austriaca de Fútbol los descendió porque introdujeron la idea de que solo un equipo por región podía estar en la primera división, y el mejor equipo de la región de Steiermark fue el SK Sturm Graz.
Posteriormente el club tuvo varios cambios de nombre como DSV Alpine, Donawitz, DSV Donawitz, Alpine Donawitz, DSV Alpine Leoben y Alpine Leoben hasta que en la temporada 1983/84 gana el playoff de ascenso y regresa a la Bundesliga de Austria, donde se mantuvieron por tres temporadas hasta descender en la temporada 1985/86.
Cuatro años después retorna a la Bundesliga de Austria por la expansión de equipo en la liga, donde estuvieron por tres temporadas hasta que descienden en la temporada 1991/92 al terminar en último lugar entre 12 equipos.
El 22 de junio de 1992 se fusionan con el 1. FC Leoben y pasan a llamarse DSV Leoben, y dos años después llega a la final de la Copa de Austria, la cual pierde 0-1 ante el SK Rapid Wien. El 16 de febrero de 2009 el club se declara en bancarrota como una compensación obligatoria de parte de la Asociación de Protección al Crédito debido a que el club le era imposible continuar como equipo profesional.
En setiembre del mismo año el club reinicia funciones como equipo de categoría regional.

## Palmarés
- Regionalliga de Austria: 2

1939, 1956

## Jugadores

### Jugadores destacados
- Matthias Dollinger
- Markus Hiden
- Otto Konrad
- Herfrid Sabitzer
- Marko Stankovic
- Timo Perthel
- Rainer Torres